# Dikobraz
Dikobraz (Hystrix, vyslovováno obvykle [dykobras], ale výslovnost [ďikobras] podle původní ruské podoby je rovněž správná) je rodové jméno několika větších hlodavců. Jsou to pomalu pohybující se zvířata, na ochranu před predátory se u nich srst na hřbetě a na ocasu přeměnila v tuhé, duté bodliny. Pod dlouhými tenkými bodlinami se nachází ještě druhá řada kratších a tlustších ostnů. Není pravda, že by dikobraz dokázal své bodliny vystřelovat, ostny se ale mohou uvolnit a zůstat zapíchnuté v kůži útočníka.
Dikobrazi žijí pouze ve starém světě, v Africe, jižní a jihovýchodní Asii a také ve Středozemí. V Evropě se můžeme s dikobrazy setkat na Apeninském poloostrově a na Sicílii, na Balkáně zřejmě již vyhynuli. Dikobrazům podobní urzoni žijící v Novém světě jsou samostatnou čeledí a nepatří mezi dikobrazovité
Jsou to býložravci, živí se ovocem, kořínky a hlízami. Bývají aktivní převážně v noci, ve dne spí ve vyhrabaných norách. Jsou-li vyrušeni, naježí bodliny a začnou chřestit dutými ocasními ostny. Když ani to vetřelce neodežene, otočí se k němu zády a pokouší se ho nabodnout. Protože zvláště spodní, kratší bodliny se snadno uvolňují, může dikobraz způsobit i těžká zranění.
Udává se, že se pohybují rychlostí asi 3,2 km/h.
V některých zemích jsou dikobrazi loveni jako škůdci, ale také pro maso, které je údajně chutné. Je oblíbené zvláště v Africe a v Indonésii. Z dikobrazích ostnů se vyrábí např. rybářské splávky nebo násadky psacích per. Dikobraz byl také emblematickým zvířetem říše Ašantů.

## Taxonomie
Dikobrazi jsou děleni do tří podrodů:
Podrod Acanthion zahrnuje středně velké dikobrazy o délce těla 455–735 mm a váze okolo 8 kg.
- druh dikobraz jávský (Hystrix javanica) žijící na indonéských ostrovech Jáva, Bali, Sumbawa, Flores, Lombok, Madura a Tanahjampea,[6]
- druh dikobraz krátkoocasý (Hystrix brachyura) obývající velkou oblast Asie od Nepálu přes severovýchodní Indii po jižní Čínu; na jih pak přes Indočínu a Malajský poloostrov po indonéské ostrovy Sumatra a Borneo.

Podrod Hystrix zahrnuje větší dikobrazy o délce těla 600–930 mm a váze 10–30 kg.
- druh dikobraz jihoafrický (Hystrix africaeaustralis) žijící v celé jižní Africe od Keni a Konga na severu po Jihoafrickou republiku.[7]
- druh dikobraz obecný (Hystrix cristata) obývá rovníkovou Afriku v Tanzanii, v Etiopii a v pruhu od Senegalu po Kamerun, v severní Africe žije u pobřeží Středozemního moře od Maroka po Libyi; v Evropě žije v Itálii, kde na sever zasahuje až k Bologni,[8]
- druh dikobraz srstnatonosý (Hystrix indica) žijící v Asii v pruhu od Turecka přes Irák, Írán, Pákistán a Indii po Sri Lanku; na severu dosahující do zakavkazských republik a Kazachstánu, u Středozemního moře od Sýrie po Izrael a ostrůvkovitě i v Saúdské Arábii a v Jemenu.[9]

Podrod Thecurus zahrnuje spíše menší dikobrazy o délce těla 420–665 mm a váze 3,8–5,4 kg.
- druh dikobraz bornejský (Hystrix crassispinis) obývající indonéský ostrov Borneo,
- druh dikobraz filipínský (Hystrix pumila) žijící na filipínském ostrově Palawan,
- druh dikobraz sumaterský (Hystrix sumatrae) vyskytující se na indonéské Sumatře.[10]

## Stupeň ohrožení
Většina dikobrazů není ohrožena a v červeném seznamu druhů jsou vyhodnoceni jako málo dotčený druh. Jeden druh je však považován za zranitelný.
Zranitelný druh:
- Dikobraz filipínský (Hystrix pumila) je ohrožen především zmenšováním plochy lesů, lovem pro maso a také tím, že je loven a chován jako domácí mazlíček.

## Chov v zoo
Z osmi druhů dikobrazů jsou v Evropě chovány čtyři druhy. Nejčastěji se jedná o dikobraza srstnatonosého (cca 220 evropských zoo). Často je chován i dikobraz obecný (cca 120 zoo). Dikobraz jihoafrický je k vidění přibližně v pěti desítkách veřejných zařízení. Vzácně chovaným druhem je dikobraz filipínský (nebo také palawanský) – žije v pouhých čtyřech evropských zoo (stav 2018 i 2020).
Výsadní postavení v chovu dikobrazů má Zoo Praha, která jako jediná v Evropě chová tři druhy tohoto rodu, navíc se jí podařilo všechny tři druhy v jednom roce opakovaně (2017, 2018 i 2019) odchovat.
Dikobraz bornejský, sumaterský, krátkoocasý ani jávský není chován v žádné z evropských zoo.